# Ripollès
El Ripollès és una comarca pertanyent a la regió natural de l'Alt Ter, i administrativament adscrit per raons polítiques a les Comarques gironines, situada al vessant sud del Pirineu Oriental que comprèn la capçalera del riu Ter i el seu afluent Freser (valls de Camprodon i de Ribes respectivament). Limita amb les comarques de la Baixa Cerdanya, el Berguedà, Osona, el Lluçanès, la Garrotxa, el Vallespir, el Conflent i l'Alta Cerdanya. Destaca per la presència d'art romànic. La població cap de comarca és Ripoll.
El Ripollès forma part geogràficament dins de la regió de l'Alt Ter. Una regió històrica composta amb les comarques d'Osona, el Ripollès, el Lluçanès i possiblement el Moianès i la Garrotxa.

## Geografia
Al nord hi ha un conjunt de massissos i serres del Pirineu axial amb cims elevats: la Creu de Maians (2.020 m), Puigmal (2.909,8 m), Pic de Finestrelles (2.827 m), Pic d'Eina (2.789 m), Pic de Noufonts (2.861 m), Pic de l'Infern (2.869 m), Pic de Bastiments (2.881 m), Pic de la Dona (2.702 m), Costabona (2.465 m), i Montfalgars (1.610,8 m). Tots aquests cims es troben en la línia fronterera amb França.
Més cap al sud hi ha una altra alineació de muntanyes, paral·lela a l'anterior. A l'oest hi ha la serra de Montgrony (Cim del Pla de Pujalts, 2056 m i la Covil, 2.002 m) i cap a l'est la Serra Cavallera (Taga, 2.039,9 m).
Seguint més cap al sud hi ha d'altres alineacions muntanyoses paral·leles a les anteriors, totes elles pertanyents als Pirineus. Al sud-oest trobem els Rasos de Tubau i la serra de Matamala. Al sud-est hi ha un conjunt de serres que entren en contacte amb la serralada Transversal: serres de Milany i de Santa Magdalena i el Puigsacalm (1.514 m) en el límit amb la Garrotxa.

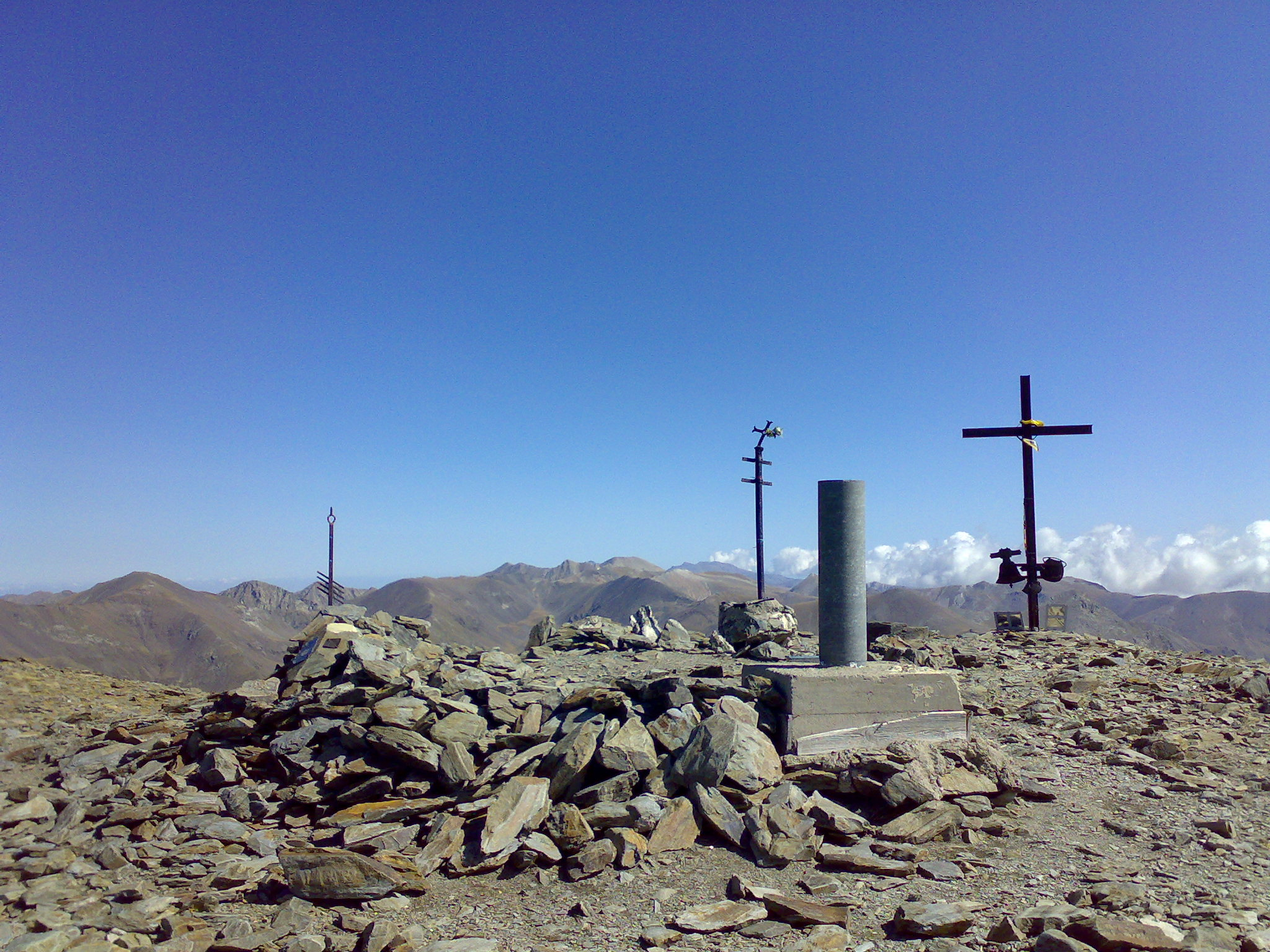
El Puigmal el cim més alt del Ripollès

Tot plegat fa que el Ripollès sigui un territori molt muntanyós, constituït per serres separades per valls llargues i profundes i on no hi ha cap plana extensa. Per això cada una d'aquestes valls té una personalitat pròpia, i la comunicació entre elles tradicionalment no ha estat fàcil.
La meitat sud del Ripollès constitueix el que alguns han anomenat el Baix Ripollès, contrada amb muntanyes mitjanes, encara que les valls són força profundes, centrada en la vila de Ripoll.
La meitat nord del Ripollès és format per la Vall de Ribes i la Vall de Camprodon. La Vall de Ribes és centrada a la població de Ribes de Freser. Comprèn les conques del Rigard, que arriba fins a la Collada de Toses, la del Freser, que inclou la Vall de Núria i la del Riu Segadell que arriba a la Collada Verda. La Vall de Camprodon comprèn la capçalera del Ter i la conca del Ritort, riu que s'uneix al Ter precisament a Camprodon.
El Ripollès té dos rius principals: el Ter i el Freser. Aquest dos rius s'uneixen a Ripoll. El Ter forma com un quatre al revés, i el Freser sembla com si fos la continuació del Ter a partir de Ripoll. Entre les valls del Ripollès cal destacar la vall del Rigard i la del Ritort.

### Relleu

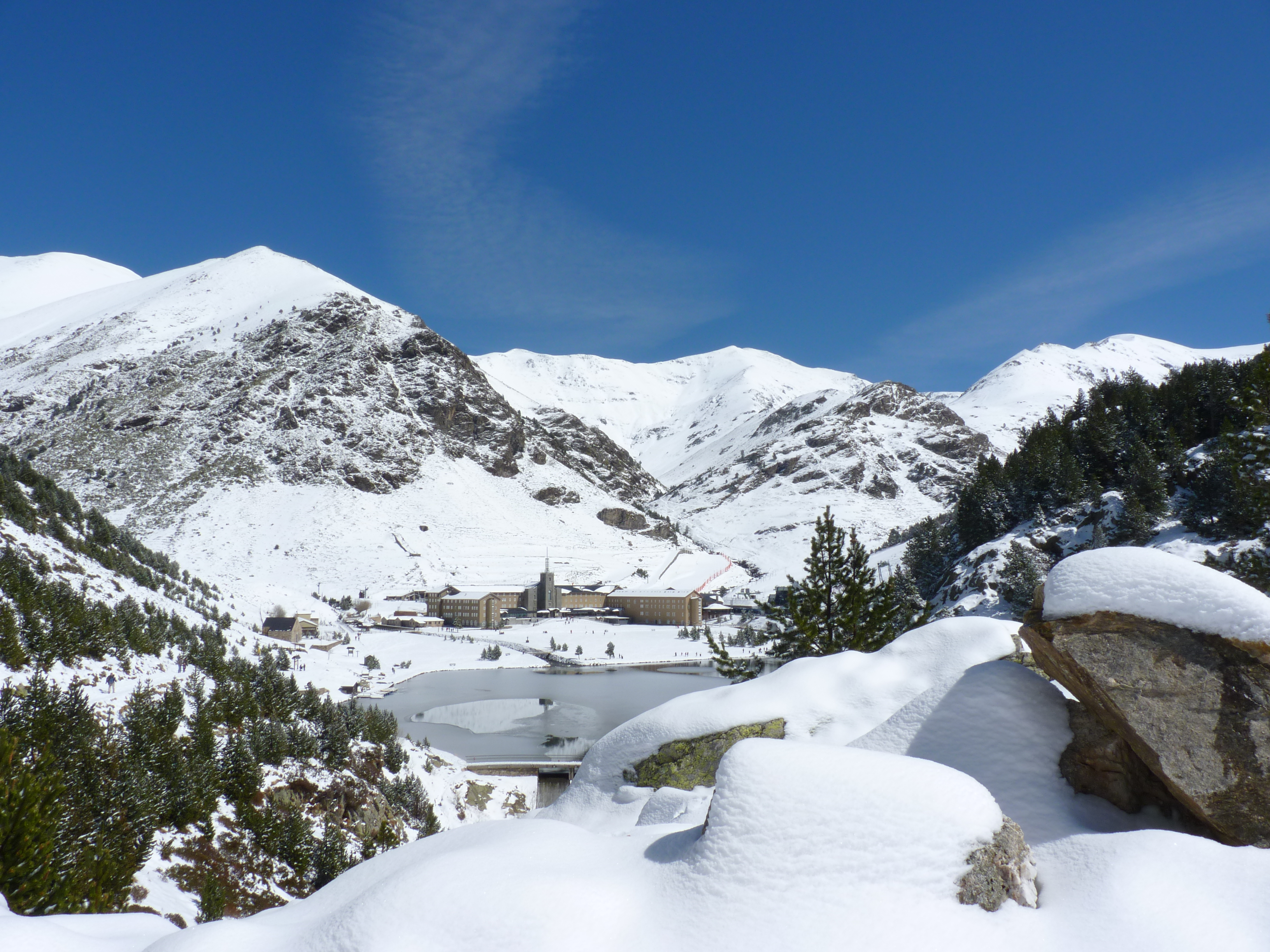
Vall de Núria on hi neixen una gran quantitat de torrents que nodreixen els principals rius del Ripollès

La meitat nord de la comarca correspon al Pirineu axial mentre que la meitat sud al Prepirineu. Les serres de Montgrony i Cavallera fan partió entre ambdues unitats de relleu. Al Pirineu axial dominen les pissarres amb sectors de granit i gneis. El Prepirineu és format bàsicament per materials calcaris, gresos i margues.
En els vessants més enlairats del Ripollès, s'ha modelat un relleu ben diferent de la resta del territori. Aquest modelat s'ha format a causa de l'acció de la neu i del gel, i la dels rius. Si es mira detingudament el que ha passat.
A les parts elevades neva força a l'hivern i els vessants resten coberts de neu de quatre a vuit mesos, segons l'altitud i l'orientació del vessant. També varia segons els anys. Hi ha anys en què neva poc, en canvi en altres es formen gruixos de neu d'uns quants metres. En arribar l'estiu, la neu pràcticament és fosa, excepte en algun racó ben arrecerat on encara resta una clapa de neu o congesta. Només algunes congestes enlairades i amagades no arriben a fondre's del tot.
Però, fa uns milers d'anys feia més fred, tant a l'estiu com a l'hivern. Potser en algun moment no nevava gaire, però la neu es conservava d'un any a l'altre, de manera que s'anava acumulant i el gruix cada vegada era més gran. Amb el temps el fred i el pes de la neu acumulada feien que tot es convertís en una capa de glaç molt compacta. Arribava el moment que el pes era tan gran que la massa de glaç començava a lliscar pel vessant fins al fons de la vall, on confluïen masses de glaç d'altres vessants i valls. El resultat és que es formaren autèntics rius de glaç que avançaven molt lentament, coneguts per geleres o glaceres.
Al Ripollès actualment no hi ha cap gelera, màxim alguna congesta que gairebé sempre arriba a fondre's del tot abans que comenci una nova temporada de neus. Però hi hagué geleres en moments diferents. Se sap que fa uns vint mil anys hi havia geleres força grans que descendien per les capçaleres més enlairades. On eren més grosses fou a les valls del riu Núria i a la part alta del Freser. Observant el Coma de Vaca, un paisatge típic on es noten les conseqüències de les geleres. Precisament el nom de coma fa referència a un circ o una vall glacial en forma de cóm o en obi. Les valls tenen un fons suau.
Però la suavitat del relleu derivat del pas de les geleres ha estat modificat pel pas posterior dels rius, on sovint s'han engorjat. De fet, els fons de les valls del Ripollès són sovint estrets i profunds a causa de l'acció continuada de l'aigua dels rius, encara que no tenen les dimensions dels grans congostos que hi ha al Pallars. On si hi ha un relleu espectacular és a la capçalera del Freser, en les gorges del Freser. Tant el Freser com el riu de Núria un cop han deixat els vessants més enlairats han de travessar unes roques molt dures amb grans desnivells. El resultat ha estat l'excavació de gorges, valls molt estretes i profundes, i cascades o salts d'aigua. El recorregut que segueix el cremallera fins a la vall de Núria travessa paisatges espectaculars, on pot contemplar-se aquest tipus de relleu.

### Rius

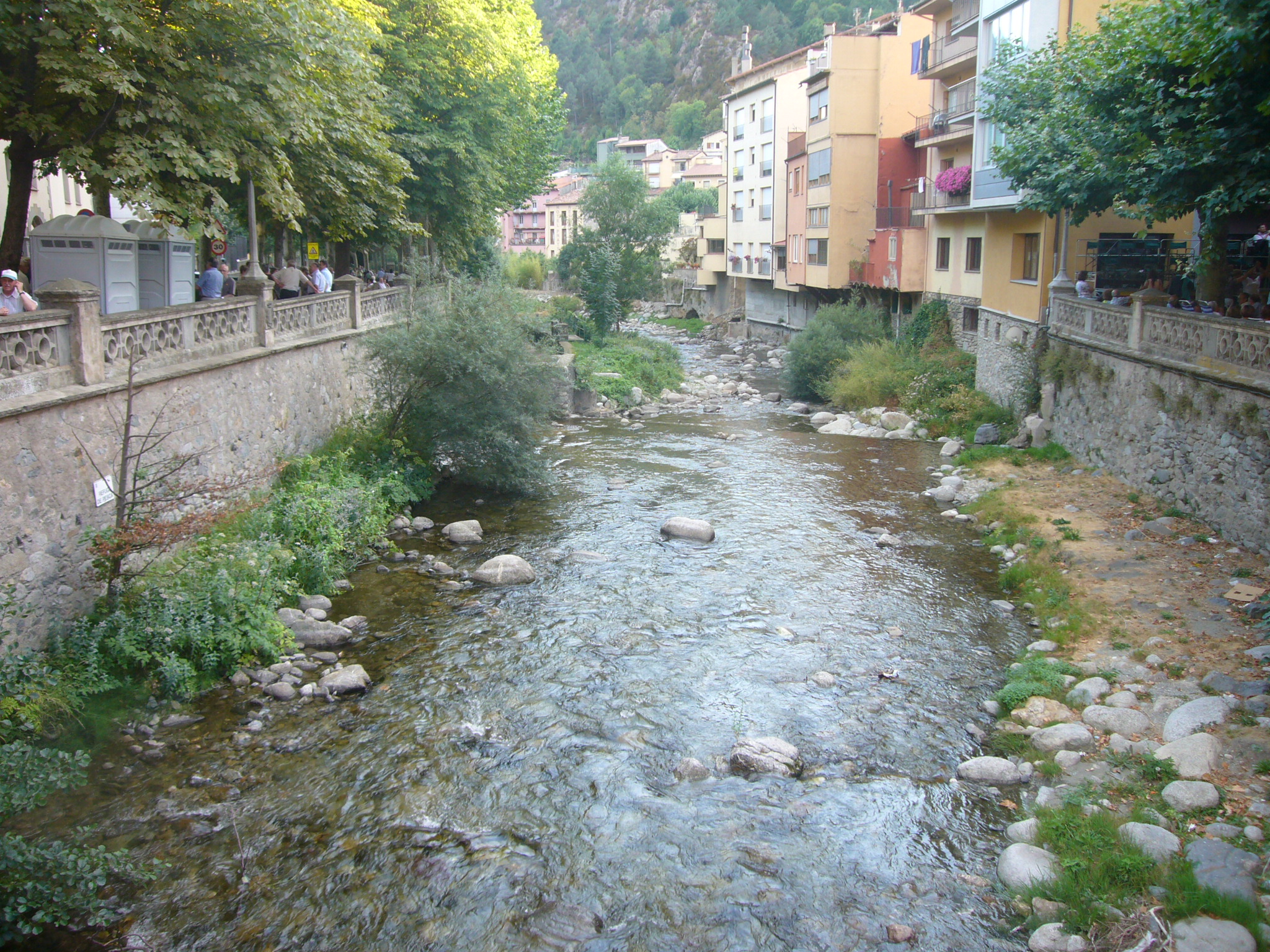
El Freser al seu pas per Ribes de Freser

L'esquema dels rius del Ripollès és simple i, com s'ha dit, és important conèixer-lo bé perquè ens dona una idea precisa de com és la comarca. Mirant el mapa es veu que tots els rius principals tenen dues direccions dominants: o van de nord a sud, o d'est a oest (o d'oest a est).
El Ter n'és un riu principal i té un recorregut en forma de quatre a l'inrevés. Neix a Ulldeter i després de constituir-se com a autèntic riu amb la unió de nombrosos rierols que baixen dels vessants enlairats amb formes glacials, passa per Setcases, Camprodon i Sant Pau de Segúries. En aquesta darrera població el riu gira cap a l'oest. Travessa Sant Joan de les Abadesses i a Ripoll torna a girar cap al sud, direcció que no perd fins que entra a la plana de Vic, on poc abans de Manlleu gira a l'est. A Ripoll se li uneix el Freser, riu que sembla la continuació del Ter, ja que segueix perfectament la direcció nord-sud que el Ter pren després de Ripoll. De fet, si no fos perquè el recorregut per Camprodon i fins a Ulldeter és més llarg, el Freser podria ser considerat com la capçalera del Ter.
Una vegada vist que el ter i el Freser tenen una direcció clara nord-sud, només queda constatar que la resta de rius una mica importants segueixen una direcció perpendicular a aquella. Això és degut al fet que les serres tenen una forma allargassada d'est a oest. Els rius s'han adaptat a aquest relleu. El cas més clar són els dos rius que s'uneixen amb el Freser a Ribes de Freser: el Rigard, que prové de la vall de Toses, i el Riu Segadell, de la vall de Pardines (o Vall del Segadell). Aigües avall hi ha El Merdàs de la vall de Gombrèn, i, passat Ripoll, la riera de les Lloses.
El cabal d'aquests rius és important en relació amb la superfície de les seves conques. Es tracta d'una comarca força plujosa, amb precipitacions abundants durant totes les estacions. Els cabals màxims es registren a la tardor a causa de les pluges abundoses i per la fosa de la neu. A l'estiu porten força aigua perquè també hi plou força. L'hivern és normalment quan els rius van més baixos a causa de les precipitacions escasses i perquè aquestes són sovint en forma de neu. Malgrat tot, hi ha fortes variacions en relació amb els aiguats periòdics i amb les temporades en què les precipitacions són escasses. Les inundacions no són rares, en especial a la tardor.

### Clima

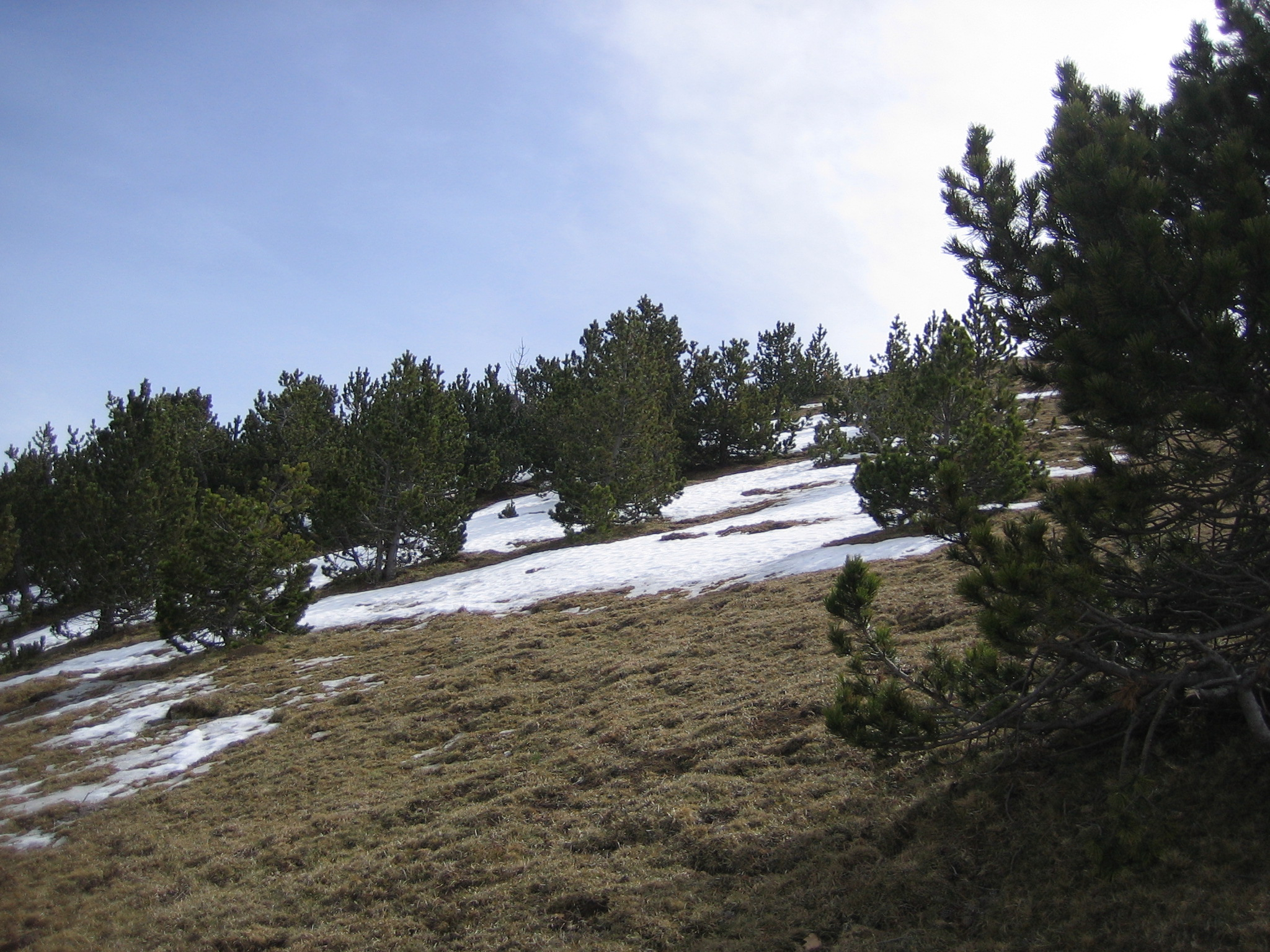
El Taga és una mostra climatològica del Ripollès

Al Ripollès hi ha una gran diversitat de climes. Van des del mediterrani de muntanya mitjana al d'alta muntanya, en relació sobretot amb l'altitud. La influència marítima ja és molt atenuada, i es va perdent a mesura que es va cap a l'oest. Al sector que dona a la Garrotxa, la tendència continental és menor a causa de l'arribada de masses d'aire humides i temperades. Són les que provoquen les pluges abundoses de la part oriental del Ripollès i les que fan que hi hagi extenses fagedes. Al cantó occidental, cap al Berguedà, plou menys, i en el paisatge vegetal dominen les pinedes de pi roig i rouredes de roure martinenc.
Ben diferent és cap a les muntanyes per sobre dels 2000 metres, on les temperatures són sempre més baixes i a l'hivern neva sovint. El paisatge vegetal és constituït sobretot per pinedes de pi negre i prats d'alta muntanya.
Els gràfics del clima de Camprodon ens mostrarien les característiques d'un clima mediterrani de muntanya mitjana, exposat de ple als vents de llevant, molt humits, i on les tempestes d'estiu també es donen sovint.
Les precipitacions mitjanes anuals són elevades en tota la comarca, per sobre dels mil mil·límetres, excepte a la part baixa de la vall del Ter, fins a Ripoll. En aquest indret hi ha un fenomen anomenat ombra pluviomètrica, que consisteix en el fet que les muntanyes que voregen una vall dificulten l'entrada d'aire humit. Les precipitacions augmenten amb l'altitud. Cap a la vall de Camprodon les precipitacions superen els 1.100 m i segurament els 1.200 en alguns indrets. Es tracta d'un dels sectors més plujosos i humits de Catalunya.
Aquestes precipitacions mitjanes es distribueixen molt irregularment al llarg de l'any i són variables d'una any a l'altre. Fins dins el mateix Ripollès hi ha variacions notables. Cal diferenciar el sector d'alta muntanya del de muntanya mitjana, i la part oriental de l'occidental. A grans trets, plou i neva més a mesura que ens enlairem. Les diferències entre el fons de la vall de Ripoll i la vall de Núria, per exemple, són notables en totes les estacions. A la tardor i primavera plou més al sector oriental que a l'occidental, a causa dels vents de llevant. A l'hivern i estiu les diferències no són tan extremades, encara que normalment plou més al cantó est.
L'estació més plujosa és l'estiu a gairebé tota la comarca, a causa de les tempestes que es formen a la tarda de molts dies. Gairebé tota la comarca rep més de 300 mm de mitjana durant els tres mesos d'estiu. Segueixen la primavera i la tardor. La primavera és clarament més plujosa a la meitat oriental. L'hivern és l'estació amb menys precipitació, molt per sota de les altres. Malgrat tot, no és pas una estació seca, ja que el total supera els 100 mm durant els tres mesos d'hivern a gairebé arreu del Ripollès: el gener és el mes amb menys precipitació. Les temperatures baixes fan que hi hagi una evaporació escassa, i que les precipitacions siguin sovint en forma de neu, en especial per sobre els 2.000 metres d'altitud.
Les temperatures mitjanes anuals són baixes, per sota els 12º arreu, i per sota dels 10º a la muntanya. Els hiverns són molt freds, tant per l'efecte de la muntanya com per la tendència continental. Les mitjanes de gener són per sota de 3º, amb valors inferiors a 0° a partir de 1.500 metres. Els estius són frescals, encara que de dia les temperatures poden pujar força. La presència de boires i núvols amb precipitacions freqüents fa que normalment es registrin temperatures moderades. Les mitjanes de juliol no superen els 20º, sent per sota dels 15º en els vessants superiors.
Els vents tenen molta importància, sobretot a l'alta muntanya, on solen bufar amb violència. Els llevants són portadors de precipitacions, en canvi els de ponent solen ser símptoma de bon temps. La tramuntana bufa als cims de l'alt Ripollès, i té importància perquè arrossega grans quantitats de neu dels vessants nord, ja en terres franceses, cap als vessants ripollesos. És per aquesta causa que en alguns indrets s'acumula més neu de la que se'n derivaria només de les nevades. Aquest vent quan bufa fort dificulta molt l'esport de l'esquí.

### Vegetació

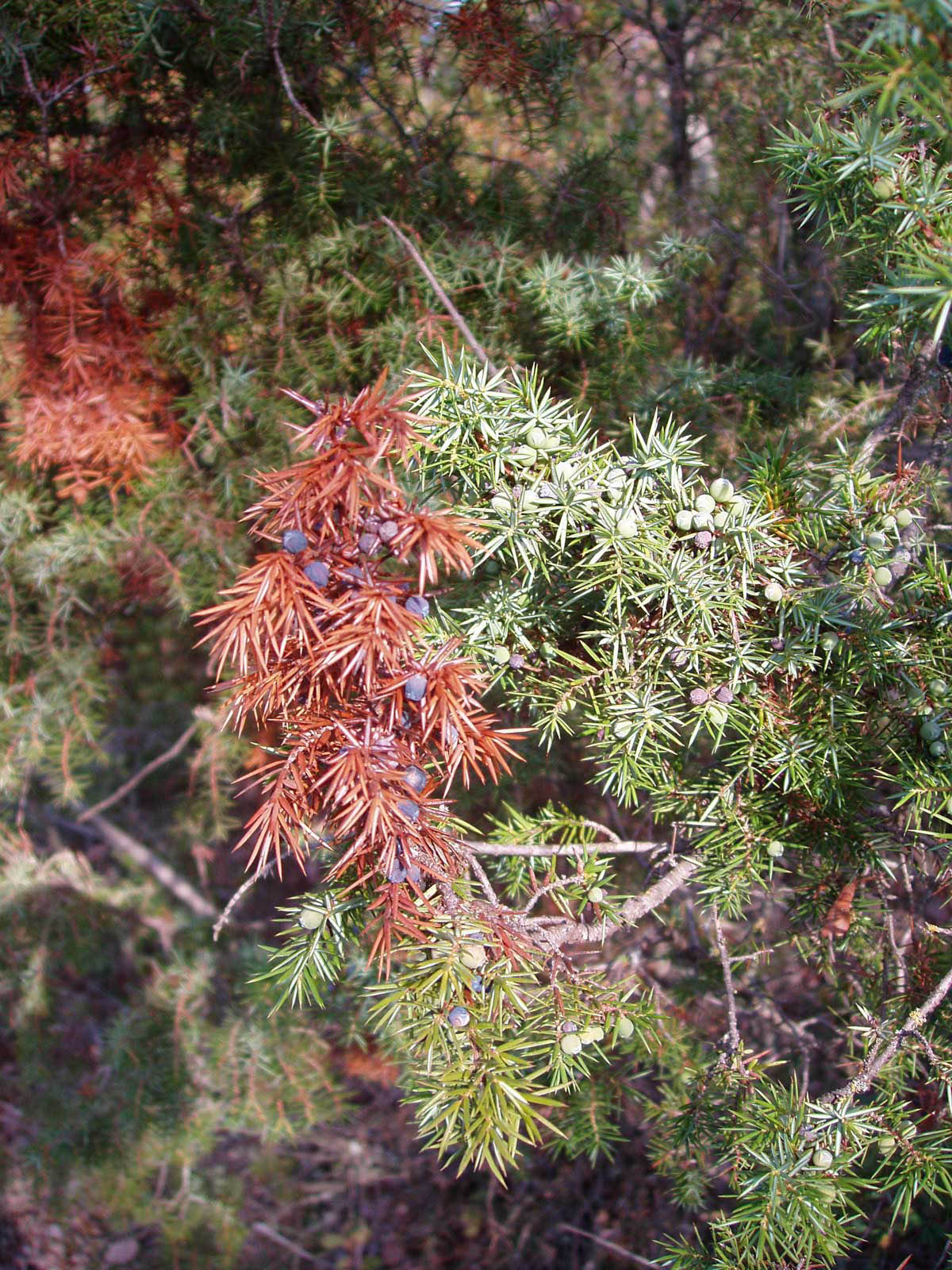
Ginebre abundant en aquesta comarca del Ripollès

Amb climes i relleus tan variats i contrastats és evident que al Ripollès hi hagi una gran diversitat de paisatges vegetals. A grans trets hi ha cinc grans tipus de dominis vegetals que de manera natural ocuparien una superfície notable: rouredes, fagedes, pinedes de pi roig, pinedes de pi negre i prats naturals d'alta muntanya.
Les petites planes i vessants inferiors dominarien les rouredes de roure martinenc i de roure de fulla gran. Les rouredes serien els boscos més extensos de la meitat meridional del Ripollès i penetrarien força cap a les Valls del Freser i de Camprodon per sota dels 1.300 metres, aproximadament. En els indrets més secs i menys plujosos abunda el roure martinenc, que és el roure més estès per la comarca
També podem trobar el roure pènol:
☀A Catalunya, els boscos de roure pènol (Quercus robur), són escassos. Es troben en indrets humits: als fons de valls o a les parts baixes dels vessants obacs. La seva fusta, molt valorada, i el sòl on es trobaven, apte per l'agricultura, ha fet que històricament s'hagin talat. Actualment resten boscos petits al Ripollès, la Garrotxa i a la Vall d'Aran.
Ara podem trobar bones rouredes tant de roure martinenc com de roure de fulla gran, però ocupen una superfície molt inferior a la que ocuparien de manera ben espontània. Al seu lloc hi ha conreus, pastures, construccions, i sobretot matollars i boscos de pi roig. Aquestes pinedes ocupen àmplies superfícies del territori propi de rouredes. El pi roig ha estat plantat i afavorit perquè el seu tronc és recte i llarg i és ideal per a fusteria i creix força ràpidament. Els matollars més estesos són les boixedes i landes de ginestell i ginebre.
El pi roig ha estat afavorit per l'home en terres pròpies de les rouredes per a la producció de troncs, però se sap que el pi roig ocuparia naturalment també àmplies superfícies, en especial entre el 1.300 i el 1.600 metres dels vessants amb clima de tendència continental. Al Ripollès el pi roig ocuparia naturalment alguns vessants dels rasos de Tubau i de les serres de Matamala, Montgrony i Cavallera, indrets on actualment és abundant. En realitat, les pinedes de pi roig són els boscos més estesos de la comarca i constitueixen un recurs econòmic important.
La fageda es faria naturalment als vessants més humits de la muntanya mitjana. Ocuparia superfícies àmplies en les muntanyes que limiten amb la Garrotxa, on actualment és abundant. A la resta de la comarca forma boscos aïllats enmig de pinedes o boixedes als rasos de Tubau i serra Cavallera.
A partir de 1.600 metres les pinedes de pi roig deixen pas al pi negre, que és l'arbre que suporta més els fred. Sovint es formen primer boscos mixtos amb els dos pins, però ben aviat només creix el pi negre. El pi negre forma extensos boscos entre 1.600 i 2.300 metres, encara que en nombrosos indrets el bosc ha estat destruït per a pastures. El paisatge actual subalpí del Ripollès és un mosaic de pinedes, pastures i matollars de neret, ginebre o bàlec.
L'entorn del santuari de Núria és un indret excel·lent per a l'observació del bosc de pi negre, com també dels matollars de neret i ginebre. També és un lloc bo l'entorn de la collada de Toses, al límit amb la Cerdanya. Als vessants de la part final de la pujada a la collada hi ha un matollar de bàlec molt extens. En tots dos llocs es pot comprovar com la disminució del pasturatge comporta que el bosc de pi negre vagi avançant, ocupant el terreny que li pertoca naturalment.
Per sobre dels 2.300 metres ni el pi negre no pot aguantar les baixes temperatures i la neu, i pocs són els arbres que gosen establir-se més amunt d'aquesta cota. Normalment són arbres aïllats i esquifits, amb troncs tortuosos i branques petites i poques fulles. El que es fa naturalment és un matollar, que una mica més amunt tampoc no aguanta el fred. Només hi ha prats, que a l'hivern són totalment tapats per la neu. La neu els protegeix dels freds més rigorosos. Quan la neu es fon ja no fa tant fred.

## Població
| Municipi                   | Habitants |
| -------------------------- | --------- |
| Campdevànol                | 3.212     |
| Campelles                  | 164       |
| Camprodon                  | 2.487     |
| Gombrèn                    | 200       |
| Llanars                    | 536       |
| Llosses, les               | 203       |
| Molló                      | 376       |
| Ogassa                     | 228       |
| Pardines                   | 169       |
| Planoles                   | 315       |
| Queralbs                   | 197       |
| Ribes de Freser            | 1.839     |
| Ripoll                     | 10.731    |
| Sant Joan de les Abadesses | 3.298     |
| Sant Pau de Segúries       | 742       |
| Setcases                   | 185       |
| Toses                      | 189       |
| Vallfogona de Ripollès     | 222       |
| Vilallonga de Ter          | 399       |
| Font: Idescat              |           |

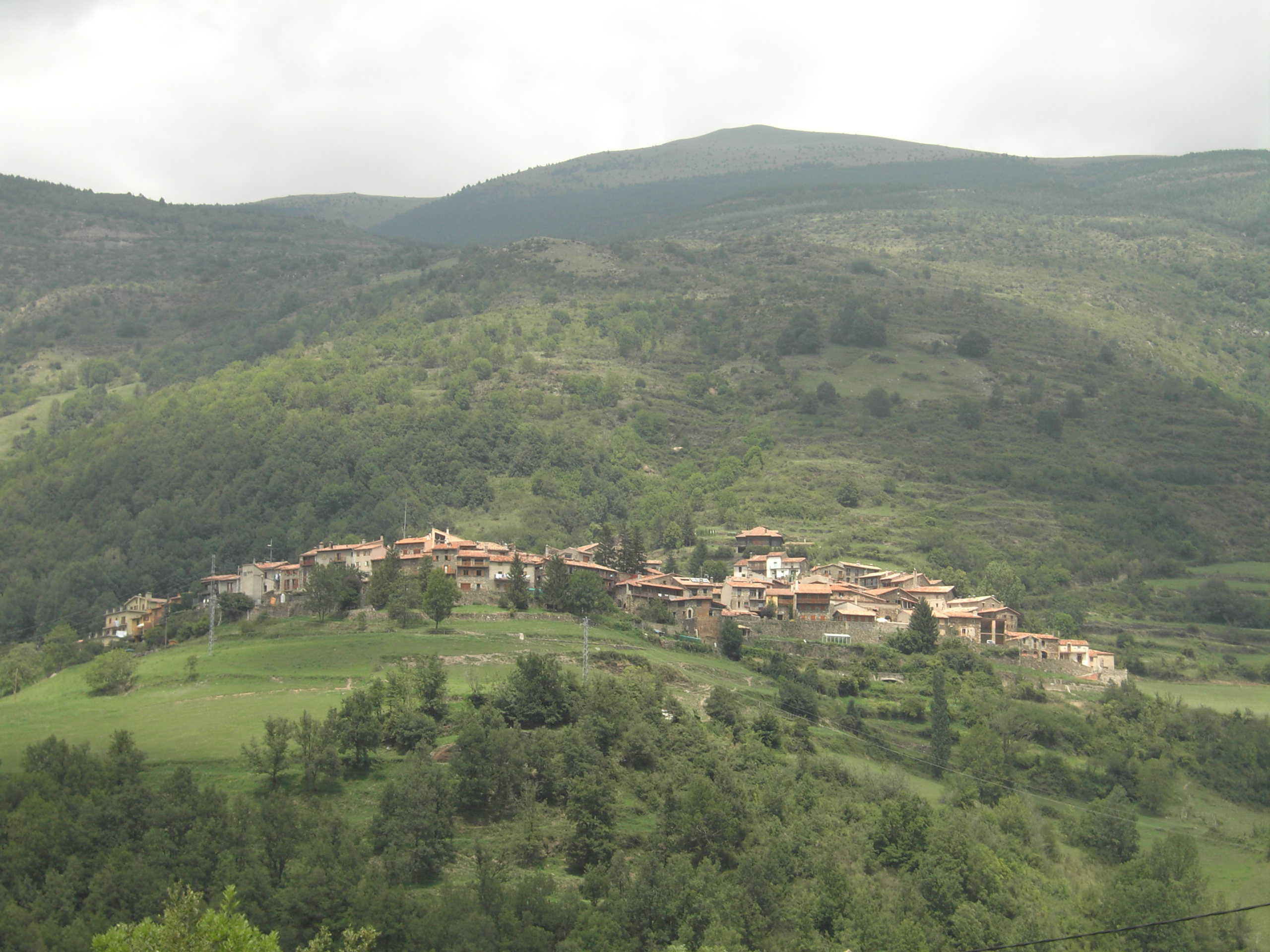
Vista de la població de Pardines on més ha disminuït la població

La població ha sofert canvis importants en les darreres dècades, encara que els gràfics de l'evolució global mostrin uns canvis lleugers. El que passa és que la població ha canviat molt en l'interior de la comarca.
Si es consulta l'evolució del total comarcal. Els gràfics mostren una població total escassa amb un lleuger descens a l'inici de la segona meitat del segle xix, seguit d'un augment fins al 1930. Aquest augment correspon al procés d'industrialització tèxtil i d'explotació de les mines de carbó a Ogassa. Posteriorment algunes d'aquestes indústries entraren en crisi, en especial l'extracció hullera, la qual cosa es reflecteix en la disminució o estancament demogràfic des de 1930 fins a finals del segle xx. Durant aquest període, la població del Ripollès es mou entorn dels 30.000 habitants. A partir de 1970 la disminució és clara.
A l'interior de la comarca hi ha tendències ben diferents. Els municipis de muntanya han anat tendint el despoblament progressiu. Aquesta tendència tampoc no es pot detectar del tot en les dades de cada municipi, perquè mentre molts pagesos abandonen la masia, d'altres persones o ells mateixos van al nucli principal del municipi. Els situats de ple a la muntanya evidencien bé aquest despoblament, com Pardines (588 habitants el 1857 i 130 el 1981). Les Llosses (417 habitants el 1857 i 20 el 1981). Vallfogona de Ripollès (1.168 habitants el 1857 i 250 el 1981), i Vilallonga de Ter (1.216 habitants el 1857 i 452 el 1981).
Els municipis situats al curs del Ter i que tenen una plana que ha permès una mica de conreu i una lleugera expansió industrial o urbanística, han mantingut la seva població i, fins i tot, alguns l'han augmentada. Ripoll, com a capital de la comarca ha augmentat la població, de manera que actualment hi viu més d'un terç de la població del Ripollès, mentre que el 1857 no arribava a una setena part.
Dels altres municipis només ha augmentat de manera sensible Campdevànol, a causa de la instal·lació de diverses indústries (metal·lúrgia, paper, tèxtil). Sant Joan de les Abadesses i Ribes de Freser registraven un augment notable fins a la Guerra Civil espanyola, a causa de les indústries tèxtils i d'altres, però posteriorment s'estancaren i en els censos de final de segle xx mostren un descens. Camprodon és un municipi extens a causa de l'agregació del terme de Beget, que anteriorment pertanyia a la Garrotxa. El despoblament ha estat molt gran en tot el terme, excepte al nucli, on el turisme li ha donat vida. Cas a part és el municipi d'Ogassa, que augmentà molt la població a causa de les explotacions mineres.
| 1497 f | 1515 f | 1553 f | 1717   | 1787   | 1857   | 1877   | 1887   | 1900   | 1910   |
| ------ | ------ | ------ | ------ | ------ | ------ | ------ | ------ | ------ | ------ |
| 906    | 847    | 945    | 10.865 | 20.651 | 23.331 | 21.828 | 23.450 | 26.180 | 27.894 |

| 1920   | 1930   | 1940   | 1950   | 1960   | 1970   | 1981   | 1990   | 1992   | 1994   |
| ------ | ------ | ------ | ------ | ------ | ------ | ------ | ------ | ------ | ------ |
| 29.504 | 30.119 | 27.610 | 29.500 | 30.920 | 30.261 | 29.469 | 28.069 | 27.210 | 27.210 |

| 1996   | 1998   | 2000   | 2002   | 2004   | 2006   | 2008   | 2010   | 2012   | 2014   |
| ------ | ------ | ------ | ------ | ------ | ------ | ------ | ------ | ------ | ------ |
| 26.365 | 26.357 | 26.121 | 26.268 | 26.162 | 26.366 | 26.831 | 26.580 | 26.268 | 25.700 |

| 2016   | 2018   | 2020   | 2022 | 2024   | 2026 | 2028 | 2030 | 2032 | 2034 |
| ------ | ------ | ------ | ---- | ------ | ---- | ---- | ---- | ---- | ---- |
| 25.101 | 25.000 | 25.253 | -    | 25.766 | -    | -    | -    | -    | -    |

## Les activitats

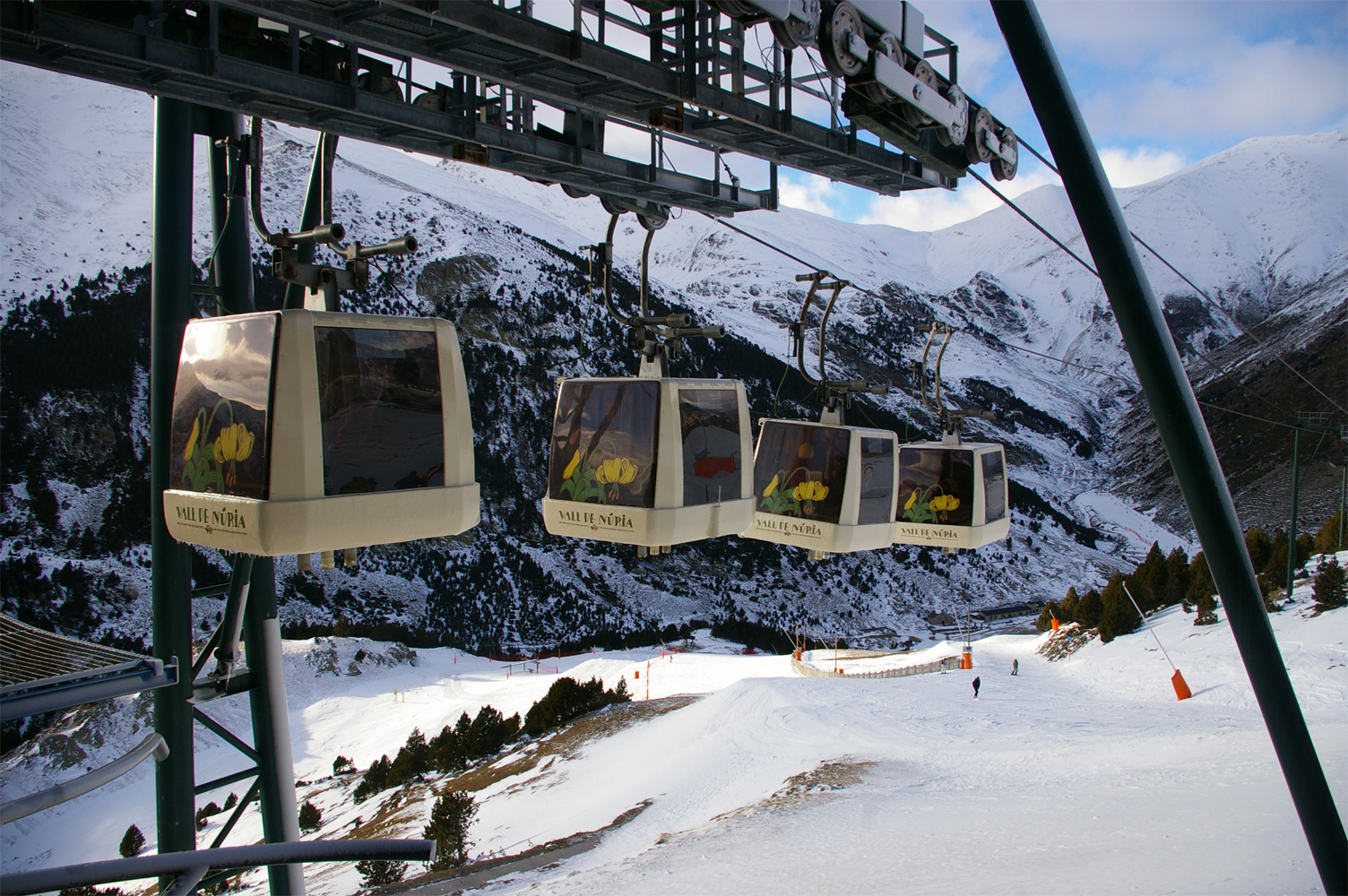
Telecabina de Coma del Clot a la Vall de Núria. L'esquí és una de les activitats del Ripollès

El Ripollès ha estat una comarca pirinenca amb una activitat industrial notable, que constituïa un reforç a l'agricultura. A la ramaderia i a l'aprofitament forestal tradicionals. En les darreres dècades l'activitat industrial ha estat la que ha ocupat més població activa.
El relleu tan accidentat i l'altitud dificulten el desenvolupament agrícola i ramader. La superfície conreada actual no arriba al 5% del total de la comarca. Predominen els farratges. Els cereals per a gra i les hortalisses ocupen un lloc ben secundari i les pastures constitueixen gairebé el 25% de la superfície de la comarca, el que denota la importància del pasturatge al Ripollès. La ramaderia és sobretot bovina, porcina i ovina.
Actualment hi ha entorn dels 15 mil caps de boví repartits a parts iguals entre les vaques de llet i les de carn. Les vaques de llet són sobretot als fons de les valls (Ripoll) i les de carns a les muntanyes del sector nord-est de la comarca Camprodon, Vilallonga de Ter, Setcases i Molló.
La ramaderia porcina ocupa un lloc destacat en les petites planes inferiors, al baix Ripollès. No s'ha d'oblidar que les veïnes comarques de la Garrotxa i Osona són comarques destacades en ramaderia porcina. Es calcula que al Ripollès hi ha uns 30 mil caps de porcí.
La ramaderia ovina és la que ha perdut més importància en els darrers anys. Es calcula que a mitjan segle hi havia més de 50 mil caps, mentre que actualment no arriben als 15 mil. La ramaderia ovina aprofitava a l'estiu els prats verds d'alta muntanya, en especial a la vall de Ribes (Toses, Ribes de Freser, Queralbs, Planoles). Però el fred, la neu i la manca de pastures l'hivern obligaven a practicar la transhumància cap a les planes de l'Empordà, la Selva i Vallès.
El bestiar equí també ha sofert una forta reducció. En l'actualitat s'hi comptabilitzen unes 600 eugues. Les fires d'Espinavell i de Queralbs, tan importants abans, ara tenen un caire més turístic.
La indústria és l'activitat principal del Ripollès. Ja ho ha estat des de la darreria del segle xx. Foren importants les fargues i diverses indústries metal·lúrgiques, i l'explotació hullera.
Al Ripollès hi ha una conca carbonífera que ha estat explotada intensament durant anys. Es troba al nord de Sant Joan de les Abadesses, en especial al terme d'Ogassa. Ja s'ha exposat l'evolució de la població d'aquest municipi, on es registrà un màxim demogràfic en el cens de 1900 amb 1.578 habitants. La producció mitjana entre 1880 i 1890 fou de 42.789 tones. El 1890 fou segurament l'any en què s'extragué més carbó, amb 66.640 tones. Després començà la decadència i es tancaren definitivament el 1967.
L'activitat minera tingué la màxima esplendor en les dues darreres dècades del segle passat, molt potenciada per la construcció d'una línia fèria que arribava fins a les mines. El tren arribà a Ripoll el 1880, i uns mesos més tard del mateix any a Sant Joan de les Abadesses, d'on continuava fins a les mines properes, dos quilòmetres més enllà. Aquest servei ferroviari fou fonamental per al transport de l'hulla extreta de les mines de Surroca i Ogassa. El tram suprimit precisament cent anys després, el 1980.
S'han fet nombroses prospeccions petrolieres a diferents llocs del Ripollès, en especial a Vallfogona i Sant Joan de les Abadesses. De moment no hi ha hagut resultats positius, que permetin la seva explotació.
La indústria tèxtil és la més important del Ripollès. Al llarg del Freser a partir de Ribes i del Ter a partir de Camprodon s'instal·laren nombroses indústries que aprofitaren al màxim els recursos hídrics. Destaquen les colònies fabrils de l'Estabanell, Molinou, L'Herand, Llaudet, Cal Gat (Sant Joan de les Abadesses), Santa Maria i la Farga. En els darrers anys algunes fàbriques han tancat, però la indústria tèxtil encara és la branca que ocupa més gent.
Segueix en importància la indústria metal·lúrgica, sobretot a Ripoll i Campdevànol. També es destaquen l'alimentació (pastes, embotits), el paper, la fusta i els mobles.
El turisme és l'activitat que més ha progressat en els darrers anys. El paisatge i el patrimoni històric són una de les fonts principals per al futur desenvolupament del Ripollès. Hi ha un turisme molt diversificat, tant d'estiu com d'hivern.
Al Ripollès hi ha dues estacions d'esquí, la de Núria i la de Vallter 2000. Ambdues estacions pateixen sovint de la manca de neu, ja que els gruixos de neu acumulada són irregulars. Hi ha anys en què és possible esquiar amb comoditat, però en d'altres l'escassetat de la neu caiguda redueix molt la superfície esquiable i la durada de la temporada. L'alternativa de la neu artificial garanteix una temporada més llarga i uns mínims de neu en les pistes. El relleu accidentat no permet ampliar gaire l'espai esquiable actual.

### La vida dels pastors

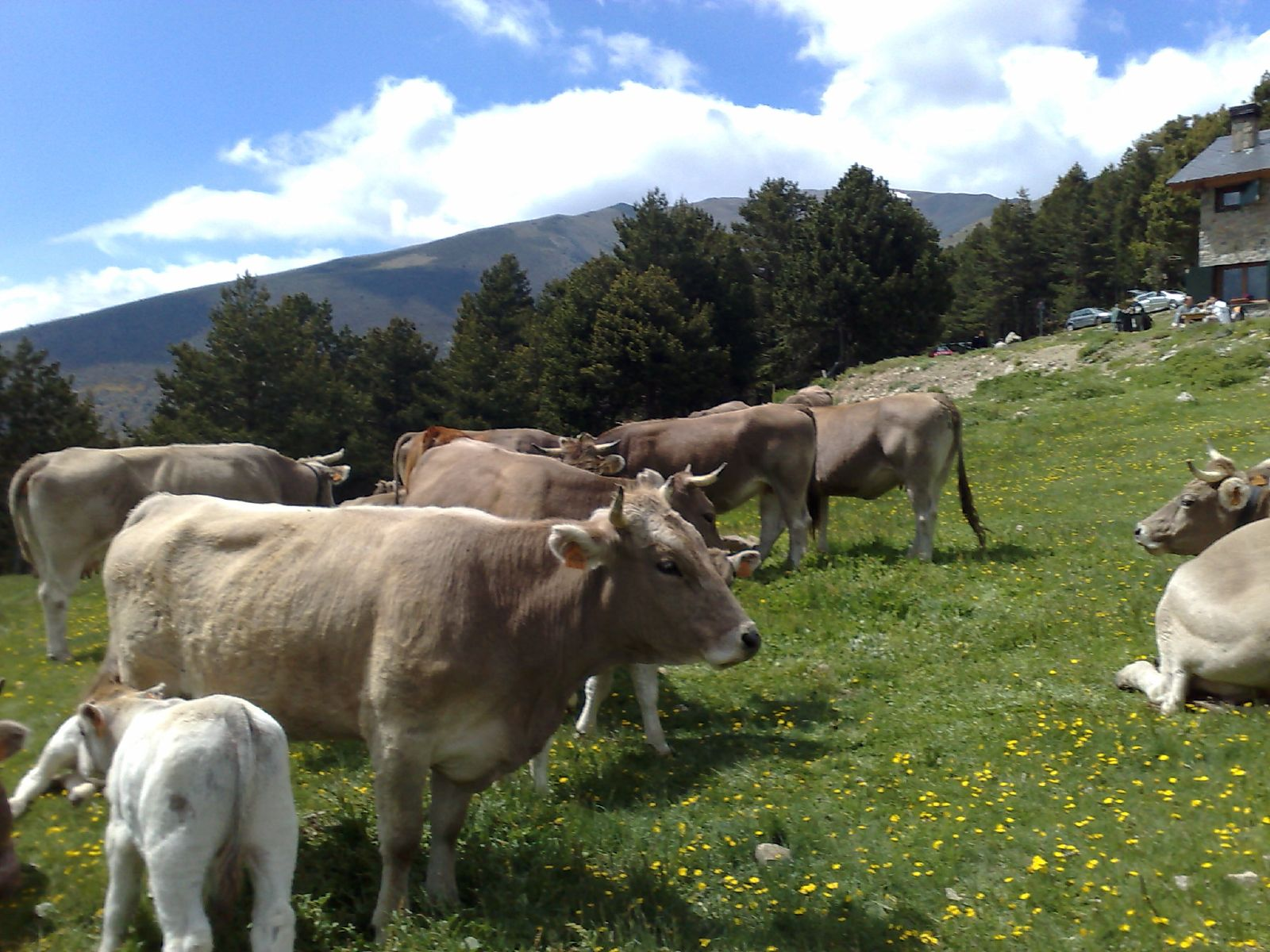
Ramat de vaca bruna dels Pirineus

A l'estiu, quan escassegen els pasturatges a la terra baixa, els ramats pasturen, milers i milers de caps de bestiar, a les prades d'alta muntanya, on l'herba encara és gemada i abundant. A la tardor, en arribar els primers freds, tornaran a poblat, ja que la neu i les inclemències del temps no hi permeten ja el pasturatge.
Aquest trasllat periòdic dels ramats, buscant les millors pastures, s'anomena transhumància. Així és com viuen els pastors: han de dormir al ras o en les cabanes que ells mateixos es basteixen en llocs arrecerats del vent, a muntanya. Només a l'hivern, uns quatre mesos—, ja que al
 on temps, entrada ja la primavera, tornaran amunt--, poden viure a casa seva, amb la pròpia família. La seva vida, doncs, és molt dura i solitària.
Salvador Vilarrasa, que coneix molt la vida dels pastors, explica en quines coses s'entretenen, tant de temps sols: <El pastor s'entreté treballant distints objectes, en les hores vagaroses...Fan diversitat de treballs manuals, alguns ben remarcables. La major part d'objectes són fets de boix, exceptuant els collars, que no podrien blegar-se i els fan de pi. Per al seu treball es valen de ben poques eines: un cullerer o gratussa, ganivet corbat per a fer els buidats: un compàs o cosa semblant i un ganivet ordinari amb la punta del qual graven els dibuixo, ço que diuen ells musicar. Els pastors, a més d'objectes de fusta, també fan sarrons, fundes de paraigua, culeros per a seure's a terra quan hi ha humitat, tot això amb pells d'ovella, altres peces de vestir i utensilis de diverses menes.>
També acostumen a saber cantar velles cançons i a contar rondalles i emocionants històries a la vora del foc, en les vetlles d'hivern.
Un pastor ha de saber fer moltes coses i bastar-se ell tot sol: esquilar o tondre els bens i marcar-los amb el senyal de l'amo, cosa que abans es feia amb un ferro roent a fi de poder-los barrejar quan han de conduir els ramats als prats comunals d'alta muntanya, i poder-los triar després, en tornar a poblat a la tardor vinent; ajudar a néixer i criar els xais novells: guarir els bens que emmalalteixen, embenar els camatrencats; saber menar el ramat amb l'ajut diligent del gos d'atura; endevinar els canvis de temps, les pluges i tempestes...
Els ramats de l'alt Ripollès, de la vall de Camprodon, des de temps immemorials transhumen cap a la baixa Garrotxa, la Selva i l'Empordà. En canvi, els de la plana de Vic pugen a les altes valls del Llobregat, del Ter i del Freser i a dalt a Núria. I també els de la Garrotxa i l'Empordà. Des de l'època ibèrica hi ha marcats els camins ramaders o carrerades; assenyalats per fites de pedra. Acostumen a tenir quaranta passes d'amplada per poder conduir el ramat desplegat, i hi ha desviades o llocs de descans de ramats i pastors a cada terme.
En aquestes rutes transhumants, qui va al davant del ramat és el majoral, el qual compta altres càrrecs: el pastor de la dreta i el de l'esquerra, el majoral de tarda, que va el majoral de tarda, que va al darrere, a més de la mestressa, que cuina i vigila la barraca, i del rabadà, que és l'aprenent de pastor. Aquesta és la imatge del vell pastor, descrita per la ploma de Salvador Vilarrasa.
| « | Amb la capa al coll, les sabates ferrades i per bastó el tirapeu, el pastor engega el ramat, aclama els moltons, que hi corren fent sonar les esquelles, i al darrere hi va el gos d'atura i també un mosso per acompanyar el pastor fins al punt de reunió d'altres ramats. Mentre el pastor marxa presumit i content, a la casa i queda un buit com d'enyorança. Es va allunyant al so de l'esquelleria... | » |

### La indústria tradicional de la llana

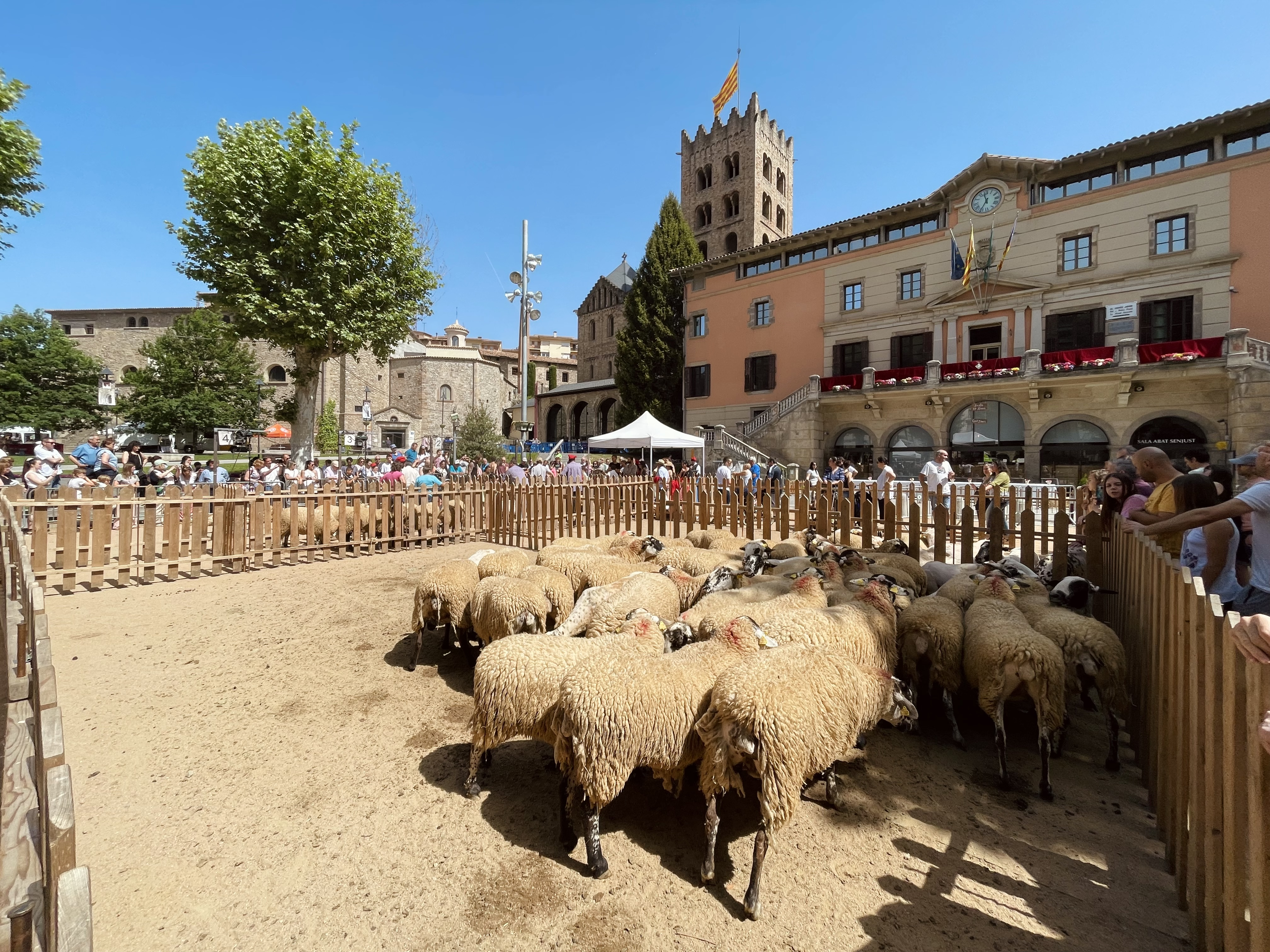
La Festa Nacional de la Llana, que se celebra a Ripoll, té com a eix central l'esquilada d'ovelles.

El Ripollès és comarca ramadera. A les altes valls del ter i del Freser hi ha bones pastures, no sols per als ramats ripollesos, sinó també per als transhumants de la part de Vic, d'Alpens i de les terres baixes. Per això, la indústria de la llana ha estat, tradicionalment, molt important a la comarca: la segona, després de la farga i la metal·lúrgica del ferro.
En la indústria llanera hi han destacat dos oficis i gremis: els paraires i drapers. Els paraires eren pròpiament els empresaris i tècnics en la preparació de la llana; els drapers, els comerciants dels teixits. Cal tenir en compte que, en l'expansió mercantil de Catalunya durant l'edat mitjana, la manufactura dels draps de llana era la base del comerç exterior català.
El treball de la llana era un procés llarg i complex. Primer venien els tonedors en colles amb el seu <capità>, que esquilaven els ramats: la tosa es feia durant la primavera. Després s'havia de rentar tot el flocam: la bugada de la llana es feia amb lleixiu calent i l'aigua corrent del riu: els flocs s'estenien en els prats o a les eres dels masos. Llavors, els tintorers li donaven color: pel blanc, el bru i el negre no calia tints, era segons el pelatge del bestiar; la llana blanca se solia tenyir de blau i també de vermell, amb tints minerals o vegetals.
Ara actuaven els paraires, que es dedicaven a cardar i estamar la llana: la pentinaven amb pintes de llargues pues d'acer: destriaven els estams o fibres dels flocs i deixaven la borra. Les filadores filaven aquells estams aparellats que, a continuació, els teixidors, amb els seus telers, teixirien: mitges, calces llargues, mitenes, gipons i gecs, faldilles, caputxes, faixes, bufandes, mantes i cobrellits, alforges... Les estamenyes de Ripoll s'havien guanyat una bona anomenada.
Per tot el Ripollès, la indústria de la llana era puixant: a les vores del Ter i del Freser, tot eren molins drapers, i d'obradors de teixidor, a Ripoll sol, passaven de la trentena... Durant el segle xviii, les indústries de la seda i del cotó anaren desplaçant la de la llana. I en el XIX, amb l'era industrial, els fabricants van ocupar el lloc dels antics paraires.
Cada any, pel maig, Ripoll celebra la Festa de la Llana: s'hi pot veure la indústria artesanal d'aquells vells oficis, una vegada l'any rescatats de l'oblit.

### La farga ripollesa

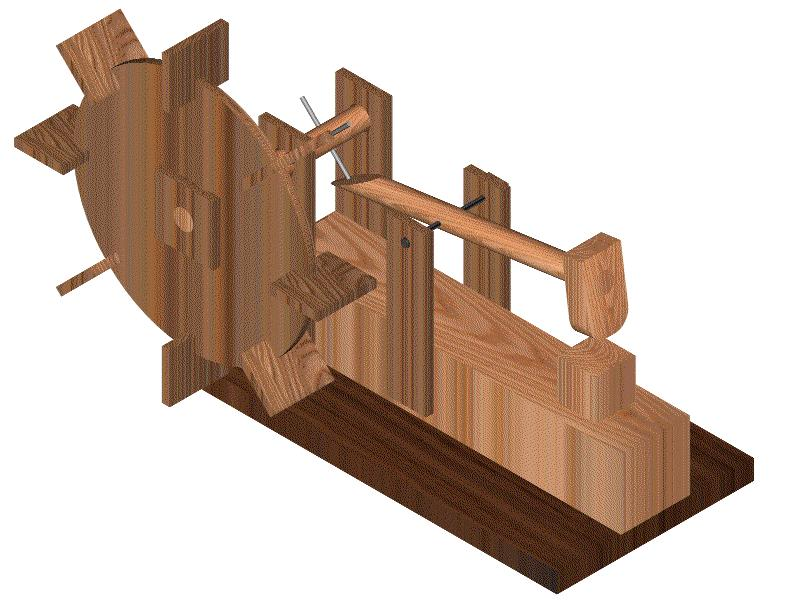
Martinet de farga catalana. Model.

Des dels segles XI al XIX va donar-se arreu de Catalunya una pròspera indústria metal·lúrgica. Les seves instal·lacions s'anomenen, primerament, fàbriques, després fabregues i, finalment, el nom de fargues és el que li va donar fama universal. Amb la denominació de <procediment de la farga catalana> o <procediment català> és coneguda aquesta important tècnica d'obtenció de ferro i acer de baix contingut en carboni, d'alta qualitat.
La geografia de les fargues s'estenia a les valls de banda i banda del Pirineu català. La conca del ter era una de les més riques: hi havia fargues a Setcases, Vilallonga de Ter, Espinavell, Camprodon, Sant Joan de les Abadesses, a tota la Vall de Ribes, a Campdevànol...i a Ripoll. Abundaven les mines de ferro i de carbó, i els corrents d'aigua per fer funcionar les fargues. Al Ripollès sol, se'n van arribar a comptar fins a vint-i-dues.
Al segle xiii, Ripoll era la capital metal·lúrgica de Catalunya. S'hi va desenvolupar una importantíssima indústria derivada del ferro: reixes, eines del camp, claus, armes blanques i, a partir del segle xvi, armes de foc. Fargaires, ferrers, serrallers, clavetaires, armers, eren oficis molt puixants al Ripollès: només dir que, a finals del segle xviii, quan Ripoll no arribava als 4.000 habitants, unes 400 persones treballaven en l'elaboració i transport d'armes.
Ripoll no sols fornia el mercat peninsular, sinó que els seus productes s'exportaven arreu d'Europa i a les Amèriques. El renom dels serrallers catalans ja venia d'antic: l'acer forjat del portal de Notre Dame de París va ser construït, l'any 1250, pel serraller Sunyol i Blai.
Les causes de la decadència del procediment de la farga catalana s'han de buscar en l'esgotament dels boscos pirinencs i de les mines: però, encara més, en la competència tecnològica dels moderns alts forns: un sol d'aquests alts forns produïa tant com una cinquantena de fargues.
La darrera farga que va funcionar va ser la Casanova, a Campdevànol, l'any 1878. Això no obstant, cal dir, en honor de l'antiga farga pirinenca, que els alts forns de la moderna indústria siderúrgica van néixer com un perfeccionament del forn de la nostra farga medieval i del forn Stückofen, que competia amb el català a l'Europa central.
Un dels més importants estudiosos de la farga catalana, el doctor Pere Molera, afirma: <Després d'observar la tecnologia creada per la intuïció, experiència, treball i seny de la farga catalana, la qualitat dels seus productes i els punts de contacte amb la siderúrgia moderna, no podem deixar de retre un sentit homenatge d'admiració als fargaires a la seva avançada tècnica, gràcies a la qual Catalunya ocupà l'hegemonia siderúrgica mundial en un llarg període.>

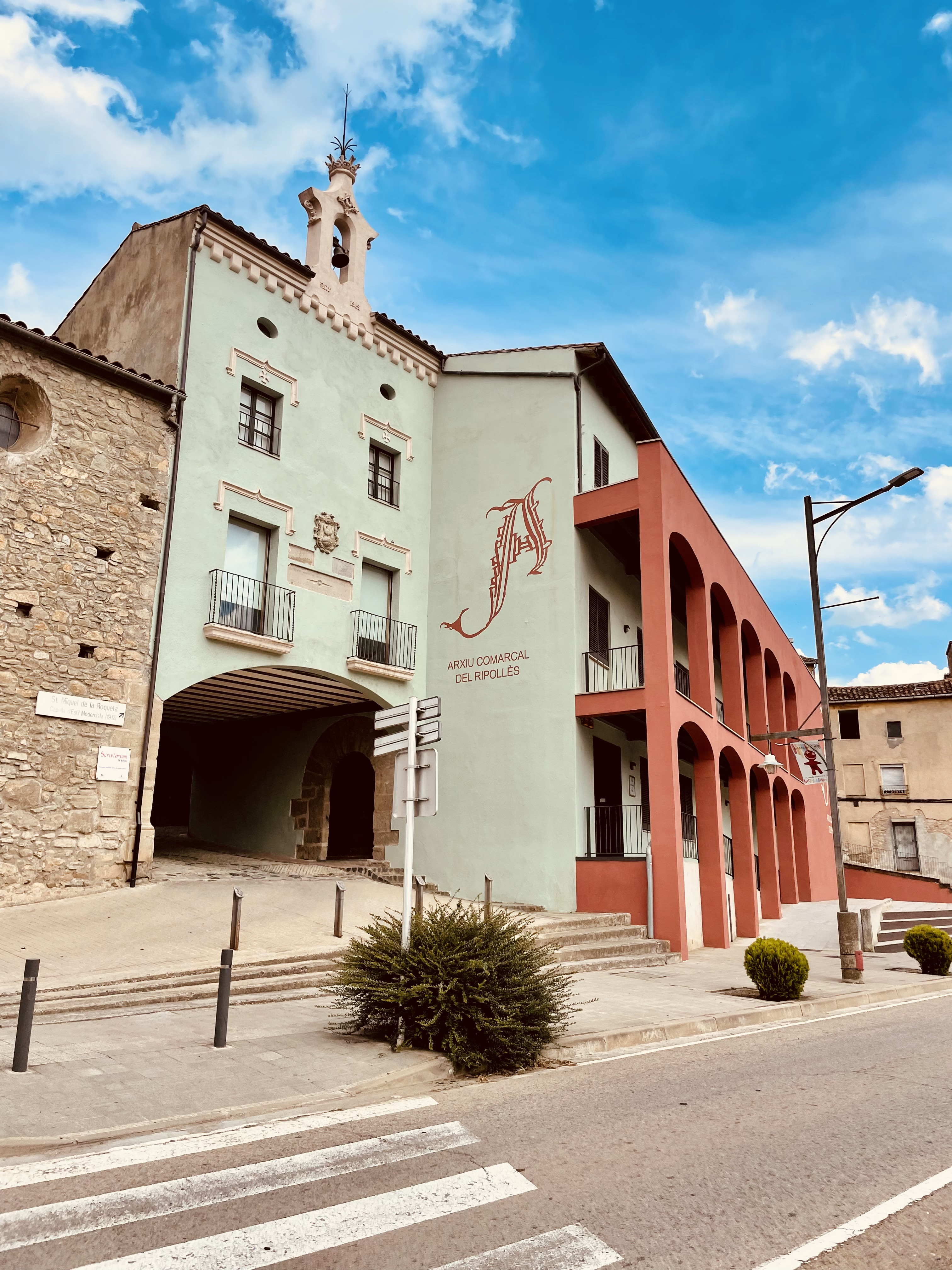
L'Hospital Vell de Ripoll, avui seu de l'Arxiu Comarcal del Ripollès

La Cançó del Mestre Jan, que el poeta romàntic Francesc Pelai Briz posa en boca d'un vell fargaire, recorda la importància de l farga en la societat d'abans:
| « | ... Sense fargues no hi hauria cap enginy de guerra o pau que el món i ses entranyes sols el ferro en té la clau, Martinet, pica i repica, que a l'enclusa bé li plau No hi hauria tampoc relles, ni el goret fóra llaurat; ni hi hauria esporg pels arbres, no tampoc sega pel blat. Martinet, pica i repica, ton renor a l'orella és grat. ... Pam! pam! Visca la farga! Visca la farga! Pam! pam! Visca la farga i Mestre Jan! | » |

En el Museu Folklòric de Ripoll s'exposa, a més d'un ric i divers mostrari de la indústria ripollesa de claus, eines, reixes i armes, una reconstrucció del funcionament d'un martinet de la farga ripollesa.

## Política i govern

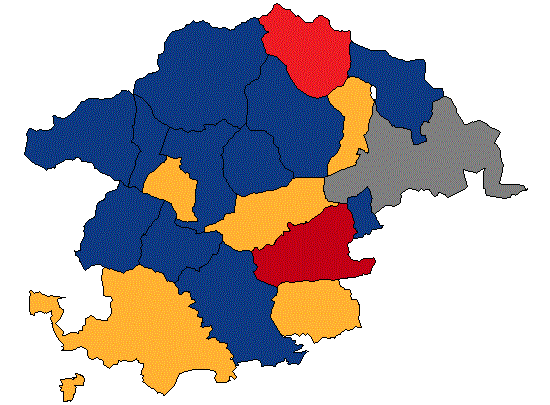
Mapa dels municipis de la comarca segons les alcaldies obtingudes segons les eleccions municipals de 2015.

| ERC-Acord Municipal      |
| CiU                      |
| PSC-CP                   |
| PPC                      |
| ICV-EUiA-EPM             |
| CUP-PA                   |
| ------------------------ |
| independents-FIC         |
| confluències d'esquerres |
| RCAT                     |
| MES                      |